# Timuzsin Schuch

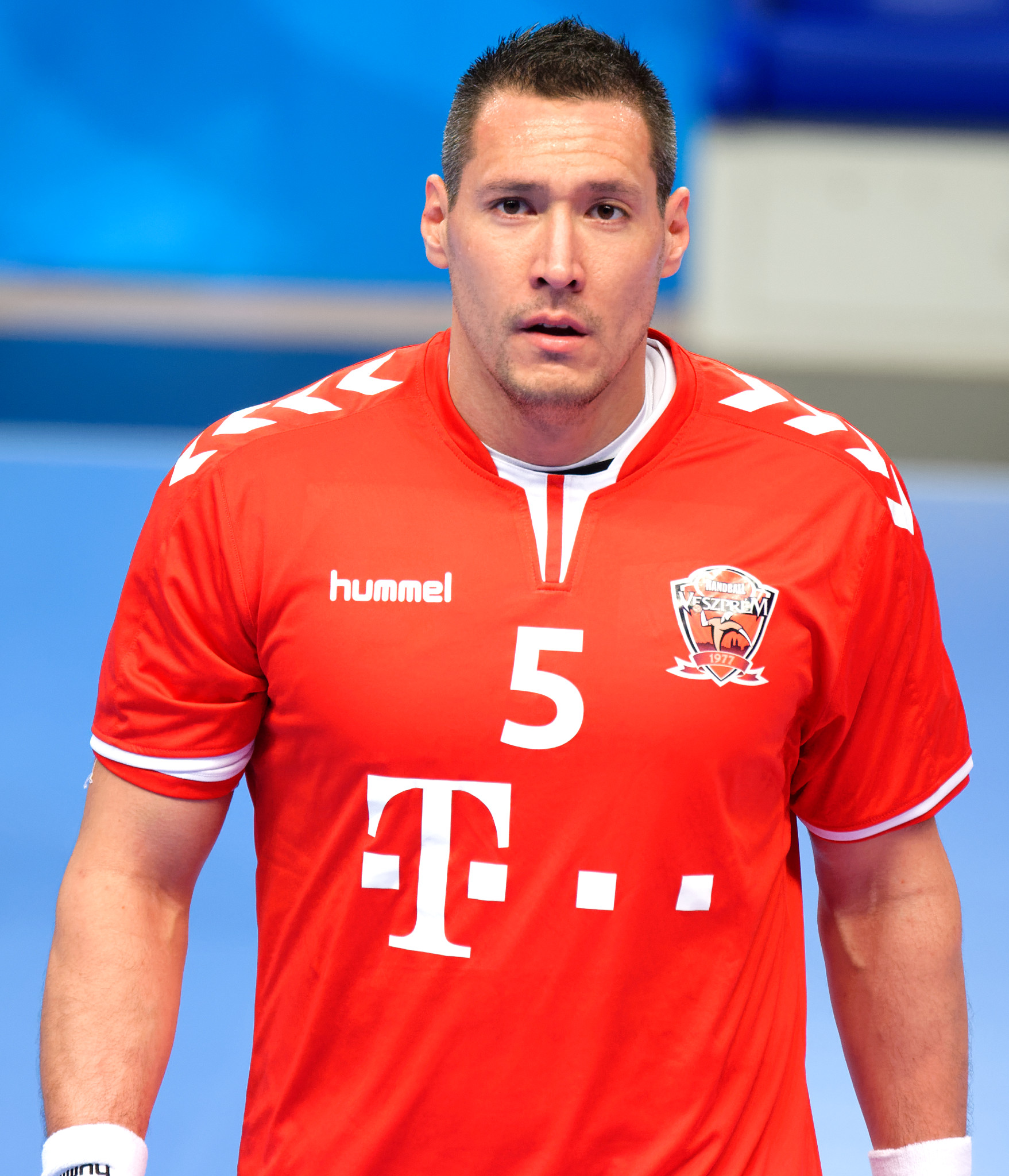
Timuzsin Schuch (2017)

István Timuzsin Schuch [ˈiʃtvaːn ˈtimuʒin ˈʃux] (* 5. Juni 1985 in Nagyatád) ist ein ungarischer Handballspieler.
Der 1,96 Meter große und 98 Kilogramm schwere Kreisläufer spielte zunächst für bei KC Veszprém und Győri ETO KC. Von 2007 bis 2011 spielte er bei HCM Constanța. Ab 2011 stand er wieder in Veszprém unter Vertrag. Mit Veszprém und Constanța spielte er in der EHF Champions League (2003/04, 2004/05, 2007/08, 2009/10) und im Europapokal der Pokalsieger (2008/09). Zur Saison 2018/19 wechselte er zu Ferencváros Budapest.
Timuzsin Schuch warf in 170 Länderspielen für die ungarische Nationalmannschaft 80 Tore. Im Sommer 2012 nahm er an den Olympischen Spielen in London teil, Ungarn erreichte Platz 4. Er nahm an den Weltmeisterschaften 2011, 2013, 2017 und 2019 sowie den Europameisterschaften 2010, 2012, 2014, 2016 und 2018 teil.

## Erfolge
- Ungarischer Meister: 2004, 2005, 2012, 2013, 2014, 2015, 2016, 2017
- Ungarischer Pokalsieger: 2004, 2005, 2012, 2013, 2014, 2015, 2016, 2017
- Rumänischer Meister: 2009, 2010, 2011
- Rumänischer Pokalsieger: 2011